# مابيون (مترو باريس)
مابيون (بالفرنسية: Mabillon)‏ هي محطة مترو تابعة لمترو باريس تقع في فرنسا في الدائرة السادسة في باريس.[بحاجة لمصدر]